# 霍爾岩 (奧次地)
76°51′S 159°20′E / 76.850°S 159.333°E
霍爾岩（英語：Hall Rock）是南極洲的岩石，位於奧次地，處於卡拉佩斯冰原島峰西北面4公里，由美國南極名稱諮詢委員以地質學家命名，現時由南極條約體系管理。